# Římskokatolická farnost Svébořice
Římskokatolická farnost Svébořice (něm. Schwabitz) je církevní správní jednotka sdružující římské katolíky na území městské části Svébořice a v jejím okolí. Organizačně spadá do českolipského vikariátu, který je jedním z 10 vikariátů litoměřické diecéze. 

## Historie farnosti
Farnost ve Svébořicích byla zřízena neznámo kdy. Po roce 1945 bylo její území zahrnuto do vojenského prostoru Ralsko a obce tvořící farnost zanikly. Farní kostel ve Svébořicích, který býval lokálním poutním místem, byl zbořen, právě tak jako kaple v Palohlavech.

### Duchovní správcové vedoucí farnost
Začátek působnosti jmenovaného v duchovní správě farnosti od:
- Laurentius, † 1358
- 1359 Joannes
- 1363 Nicolaus z Dubnice
- 1364 Wenceslaus
- 1376 Fabianus, † 1380
- 1380 Thoma
- 1389 Henslinus
- 1403 Martinus
- do 1427 Nicolaus
- 1688 Christianus Jarsch
- 1700 Godefr. Jos. Vielkindt
- 1703 Joannes Georgius Hütner
- 1726 Thoma Grass
- 1733 Josephus Almsberger
- 1750 Franciscus Thomas
- 1763 Paulus Fischer
- 1777 Ioann. Adamus Zinke, † 13. 4. 1799
- 1799 Franc. Preisler, n. 3. 10. 1752 Schwabitz, o. 24. 5. 1777, † 3. 12. 1831
- 1832 Franc. Künzner, n. 22. 11. 1773 Wartenberg, o. 16. 7. 1798, † 11. 7. 1847
- 1843 par. vacat, admin. interim. Franc. Martinek
- 1844 Franc. Rotter, n. 6. 4. 1803 Fünfhundens., o. 9. 4. 1826, † 11. 6. 1876
- 1864 chybí katalog
- 1865 Anton. Jantsch, n. 9. 1. 1809 Schluckenau, o. 3. 8. 1833, † 8. 3. 1879
- 1879 Anton. Gürlich, n. 5. 12. 1831 Niemes, o. 25. 7. 1857, † 8. 3. 1904
- 1904 Bern. Glaser, n. 29. 3. 1870 Dörfel., o. 7. 7. 1895,
- 1912 Augustin Lang, n. 29. 8. 1869 Kreuznach (D), o. 1. 5. 1897, † 30. 5. 1941
- 1914 Guil. Hamann, n. 9. 8. 1886 D. Gabel, o. 11. 7. 1909, exil 9. 8. 1945 Seels
- 1926 Franc. Kapusta, n. 27. 7. 1888 Dürchel, o. 14. 7. 1912
- 1936 par. vacat, admin. interc. Conrad. Wittmann
- 1937 Aemil. Johne n. 23. 2. 1893 Kratzau, o. 29. 6. 1917
- 1. 2. 1943 par. vacat, admin. Clemens M. Carolus Prinke OFM Cap.
- 1. 9 . 1946 Anton. Grus
  - území farnosti zahrnuto do vojenského prostoru
- 1990 Václav Horniak
- 1. 8. 1994 Štefan Bednár OT
- 15. 10. 1994 Tomáš Kuba
- 13. 11. 2007 Václav Horniak, SVD; admin. exc. z Mimoně; 6. 2. 2019 – 31. 12. 2019 admin. exc. in spiritualibus z Mimoně
- 6. 2. 2019 Richard Cenker, SVD admin. exc. in materialibus; od 1. 1. 2020 admin. z Mimoně[2]

Kromě kněží stojících v čele farnosti, působili ve farnosti v průběhu její historie i jiní kněží. Většinou pracovali jako farní vikáři, kaplani, katecheté, výpomocní duchovní aj.

## Území farnosti
Do farnosti náleží území těchto obcí:
- Svébořice
- Černá Novina
- Dolní Novina
- Holičky
- Hvězdov
- Palohlavy[1]

## Římskokatolické sakrální stavby na území farnosti
| 1. | Kostel Nanebevzetí Panny Marie | Svébořice | nelze sloužit | zbořený farní kostel |
| 2. | Kaple sv. Prokopa              | Palohlavy | nelze sloužit | zbořená kaple        |
| Některé drobné sakrální stavby a pamětihodnosti lze dohledat zde v databázi Drobné sakrální památky Zaniklé sakrální stavby lze dohledat zde v databázi Poškozené a zničené kostely, kaple a synagogy v České republice |                                |           |               |                      |

Ve farnosti se mohou nacházet i další drobné sakrální stavby, místa římskokatolického kultu a pamětihodnosti, které neobsahuje tato tabulka.

## Příslušnost k farnímu obvodu
Z důvodu efektivity duchovní správy byl vytvořen farní obvod (kolatura) farnosti Mimoň, jehož součástí je i farnost Svébořice, která je tak spravována excurrendo. Přehled těchto kolatur je v tabulce farních obvodů českolipského vikariátu.